# Aizita Nascimento
Aizita Nascimento da Costa (Rio de Janeiro, 14 de julho de 1939) é uma  enfermeira brasileira, ex-atriz e ex-modelo.
Em 1963, Aizita tornou-se a primeira mulher negra a disputar um concurso de beleza no Brasil, quando participou do Concurso Miss Guanabara, representando o Renascença Clube - agremiação  da comunidade  afrodescendente do Rio de Janeiro. Não foi classificada, mas o concurso lhe deu grande visibilidade e abriu possibilidades para que iniciasse a carreira artística.

Atuou em dupla, com Grande Otelo, no programa Times Square, da TV Excelsior de São Paulo, que foi uma espécie de transposição televisiva dos espetáculos  do teatro de revista. No programa, Aizita e Grande Otelo faziam sketchs entremeados pela canção "Boneca de piche", de Ary Barroso e Luiz Iglésias. No mesmo ano, Aizita foi incluída entre as "Certinhas do Lalau", uma seleção de mulheres bonitas do mundo do showbiz  (geralmente, vedetes do chamado teatro rebolado),  elaborada pelo jornalista Stanislaw Ponte Preta (pseudônimo de Sérgio Porto).
Em 1966, participou do filme "Cristo de Lama", ao lado de Raul Cortez, Renato Consorte, Geraldo Del Rey, Maria Della Costa e Fábio Sabag.  . Em 1968, estreou na TV, atuando na telenovela "Passo dos Ventos", da TV Globo. No ano seguinte, participou de outra telenovela "Vidas em Conflito", da TV Excelsior.
Em 1969, atuou em "Brasil Ano 2000", filme dirigido por Walter Lima Jr., com Anecy Rocha, Ênio Gonçalves, Ziembinski e Raul Cortez. Em 1970, voltou à TV Globo, onde integrou o elenco da novela "Assim na Terra como no Céu".
Seu maior sucesso no cinema foi em Como é boa nossa empregada, de 1972, que alcançou a marca de seis milhões de espectadores. Com roteiro e produção de Carlo Mossy, também integraram o elenco do filme Jorge Dória, Stephan Nercessian e Pedro Paulo Rangel. Em 1976, atuou no filme "Ninguém segura essas mulheres", ao lado de Nádia Lippi, Vera Gimenez, Zilda Mayo e Toni Ramos, sob a direção de Anselmo Duarte.
Entre as décadas de 1970 e 1980 foi apresentadora do telejornal da TV Cultura. Em 1983, apresentou  o programa Olhar Eletrônico, programa coproduzido pelo Grupo Abril, veiculado aos domingos pela TV Gazeta de São Paulo, e pela TV Guaíba de Porto Alegre.[carece de fontes?]
Sua última atuação como atriz foi na novela "O Todo Poderoso", da TV Bandeirantes, em 1980. Formada pela Escola de Enfermagem Anna Nery, Aizita Nascimento deixou a carreira artística e o jornalismo  para trabalhar como enfermeira em São Paulo.

## Filmografia

### Cinema
| Ano  | Título                        | Personagem  |
| ---- | ----------------------------- | ----------- |
| 1976 | Ninguém Segura Essas Mulheres | Mafalda     |
| 1973 | Como É Boa Nossa Empregada    | a empregada |
| 1969 | Brasil Ano 2000               | Mulata      |
| 1968 | Cristo de Lama                | Narcisa     |

### Televisão
| Ano     | Título                     | Personagem    | Notas                     |
| ------- | -------------------------- | ------------- | ------------------------- |
| 1983    | Olhar Eletrônico           | Apresentadora |                           |
| 1982    | Caso Verdade               | —             | Episódio: "Cabeça Branca" |
| 1979    | O Todo-Poderoso            | Vitória       |                           |
| 1977-78 | Jornal Panorama            | Apresentadora |                           |
| 1970    | Assim na Terra Como no Céu | Maria Lúcia   |                           |
| 1969    | Vidas em Conflito          | Ângela        |                           |
| 1968    | Passo dos Ventos           | Constance     |                           |
| 1965    | Noite de Gala              | —             |                           |
| 1964    | Gira o Mundo Gira          | —             |                           |
| 1963-64 | Chico Anysio Show          | —             |                           |